# 阿淡苏米鲁
阿淡·苏米鲁，马来西亚政治人物，国阵巫统党员，曾经于2008年至2018年担任柔佛州议会丹绒布蒂里州议员。

## 政治生涯
2008年大选，代表国阵巫统参加并赢得柔佛州议会丹绒布蒂里州议员议席。

## 个人荣誉
- 马来西亚：
  -  联邦护国丞官勋章（KMN）（2011年）[4]
- 马六甲：
  -  马六甲成员勋章（DPSM）—拿督（2011年）[4]